# Ricardo de Seward
Ricardo de Seward también Richard de Syward y Richard de Talafan (fl. 1091) fue un caballero anglonormando, señor de Talavan. Fue uno de los doce caballeros de Glamorgan que acompañaron a Robert FitzHamon durante la conquista normanda de Gales. Su nombre de Seward es de origen sajón, posiblemente de una familia en la órbita normanda como pasó con algunos nobles francos, flamencos y teutones en Normandía.
Su linaje permaneció en Glamorgan durante tres generaciones. La última heredera de la familia vendió las propiedades a Enrique de Grosmont y se fue a vivir a Somersetshire. Las propiedades formaron parte de la dote de la viuda de Hugo Despenser el Joven, Elizabeth Montagu (m. 31 de mayo de 1359), cuando estaba comprometida con Guy Bryan, y posteriormente fue cedida por matrimonio a los duques de Lancaster. La familia de Seward de Stokeinteignhead (Devonshire) probablemente descienden de Richard de Syward, también progenitor de los Syward de Winterborn-Clinston, en Dorsetshire.